# چارکووکا دوژا
چارکووکا دوژا (به لهستانی:  Czarkówka Duża) یک روستا در لهستان است که در گمینا پرلیوو واقع شده‌است.